# كيزومبا
كيزومبا هي نوع من الرقصات والموسيقى ظهر في أنغولا في 1984،كيزومبا تعني حفلة بلغة كيمبوندو التي يتحثها شعب أمبوندو في أنغولا.